# Vanuatu
Vanuatu, plným názvem Republika Vanuatu, je melanéský ostrovní stát v Oceánii. Souostroví se nachází přibližně 2 350 km východně od Austrálie, 500 km severovýchodně od Nové Kaledonie, západně od Fidži a jižně od Šalomounových ostrovů. Během koloniálního období se nazývalo Nové Hebridy (1906–1980).

## Historie
Jako první Evropan připlul na Vanuatu portugalský mořeplavec ve španělských službách Pedro Fernandes de Queirós. V roce 1606 přistál na největším ostrově Espiritu Santo a souostroví pojmenoval jako La Austrialia del Espiritu Santo. Předpokládal, že dorazil do Terra Australis. Španělé založili osadu na severu ostrova na pobřeží velkého zálivu, která existovala jen krátce. Evropané se na souostroví nevraceli, až 22. května 1768 je znovu objevil francouzský mořeplavec Louis Antoine de Bougainville, který je nazval jako Velké Kyklady. V roce 1774 James Cook ostrovy pojmenoval jako Nové Hebridy a tento název se udržel do vyhlášení nezávislosti v roce 1980.
Obchodník Peter Dillon v roce 1825 objevil na ostrově Erromango zdroje santalového dřeva. Nastal příliv přistěhovalců, který ustal v roce 1830 po konfliktech s domorodci. V 60. letech 19. století byli domorodci odvážení na práci na plantážích v Austrálii, na Fidži, v Nové Kaledonii a na ostrovech Samoa. V 19. století na ostrovy přišli také římskokatoličtí a protestantští misionáři. Přistěhovalci zde začali pěstovat bavlnu a později kávu, kakao, banány a kokosové ořechy. Na ostrovech měli převahu Britové z Austrálie, od roku 1882 už zde byli dominantnější Francouzi. 16. října 1887 založili Britové s Francouzi komisi na ochranu svých občanů. V roce 1906 vytvořili společné britsko-francouzské kondominium. V letech 1923–1937 na souostroví přišlo několik tisíc Francouzů z jižního Vietnamu. V roce 1947 mezi nimi docházelo k sociálním a politickým nepokojům. Během druhé světové války byly ostrovy pod správou USA. 30. července 1980 země vyhlásila nezávislost na Francii a Spojeném království. V roce 1996 zde proběhl pokus polovojenské skupiny o státní převrat.
Vanuatu vede územní spor s Francií o neobydlené ostrovy Matthew a Hunter na jihu souostroví, které Francie v roce 2007 prohlásila za území Nové Kaledonie.

## Státní symboly

### Vlajka
Vanuatská vlajka je tvořena dvěma vodorovnými pruhy, horním červeným a dolním zeleným. U žerdi je umístěn černý trojúhelníkový klín, jehož ramena jsou žlutě a černě lemovaná. Toto lemování přechází do vodorovných proužků, které jdou středem vlajky, oddělují tak od sebe oba dva široké pruhy, a vytvářejí ležaté písmeno Y. V černém klínu je umístěn žlutý emblém pocházející ze státního znaku: zatočený kančí zub a dvě zkřížené ratolesti kapradiny, taktéž ve žluté barvě.

### Znak
Vanuatský státní znak je tvořen melanéským bojovníkem s kopím. Za ním jsou zelené, zkřížené listy kapradiny namele, krajina s horou a zatočený kančí zub. Vše v přirozených barvách. Pod výjevem je žlutá stuha s mottem: „LONG GOD YUMI STANAP” (česky Vznášíme se k bohu).

## Geografie
Souostroví tvoří zhruba 83 ostrovů a ostrůvků, seskupených do tvaru písmene Y, z nichž 65 je obydlených. 14 ostrovů má větší rozlohu než 100 km². Největšími ostrovy jsou Espiritu Santo a Malakula. Pobřeží velké části ostrovů, které jsou sopečného původu, tvoří korálové útesy. Nejvyšším vrcholem země je Tabwemasana měřící 1 877 m. 
Na souostroví se nachází také několik činných sopek, k nejznámějším patří Lombenben, Lopevi, Marum a Benbow. Zvláštností je sopka Gaua, jejíž kráter vyplňuje jezero Letas. Vanuatu sestává z 15 velkých ostrovů, několika menších ostrůvků a 3 souostroví. Jsou zde častá zemětřesení. Při jednom z nejničivějších 26. listopadu 1999 zahynulo asi 10 lidí.

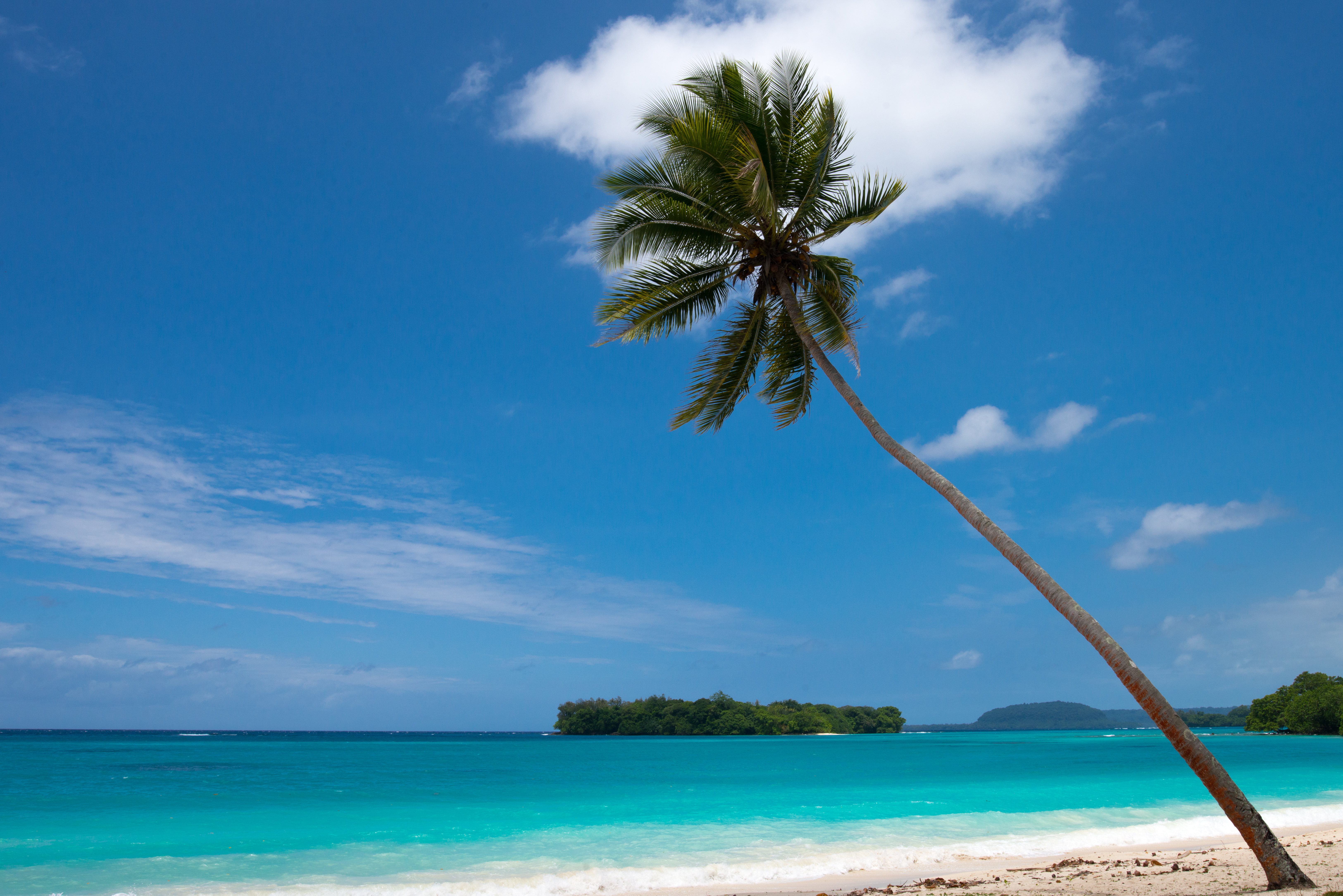
Pláž na ostrově Espiritu Santo (Port Orly)

## Podnebí
Vanuatu se rozkládá v oblasti, kde vládne vlhké tropické a rovníkové klima. Teplota se zde pohybuje mezi 22–27 °C. Ročně někdy spadne až 2000 mm srážek. Na jihu se na rozdíl od severu dá rozlišit období dešťů a sucha. Během období dešťů představují velké nebezpečí tajfuny.
V březnu 2015 zasáhla ostrov tropická bouře Pam, která zničila většinu budov hlavního města a způsobila smrt mnoha obyvatel.

## Flora a fauna
Flora na severu se podstatně liší od flory na jihu. Na severu převládají tropické lesy, kde rostou stromové kapradiny, santalové stromy a týky. Na jihu se rozprostírají savany a suché lesy se vzácnými stromy kauri. Na ostrovech nežije příliš mnoho savců, pouze hlodavci, zdivočelá prasata, poletuchy a netopýři. Značnou převahu zde mají ptáci, domov jich tu má asi 50 druhů (drozdi, holubi, papoušci a pěnkavy). Plazi zde mají zastoupení v podobě gekonů.

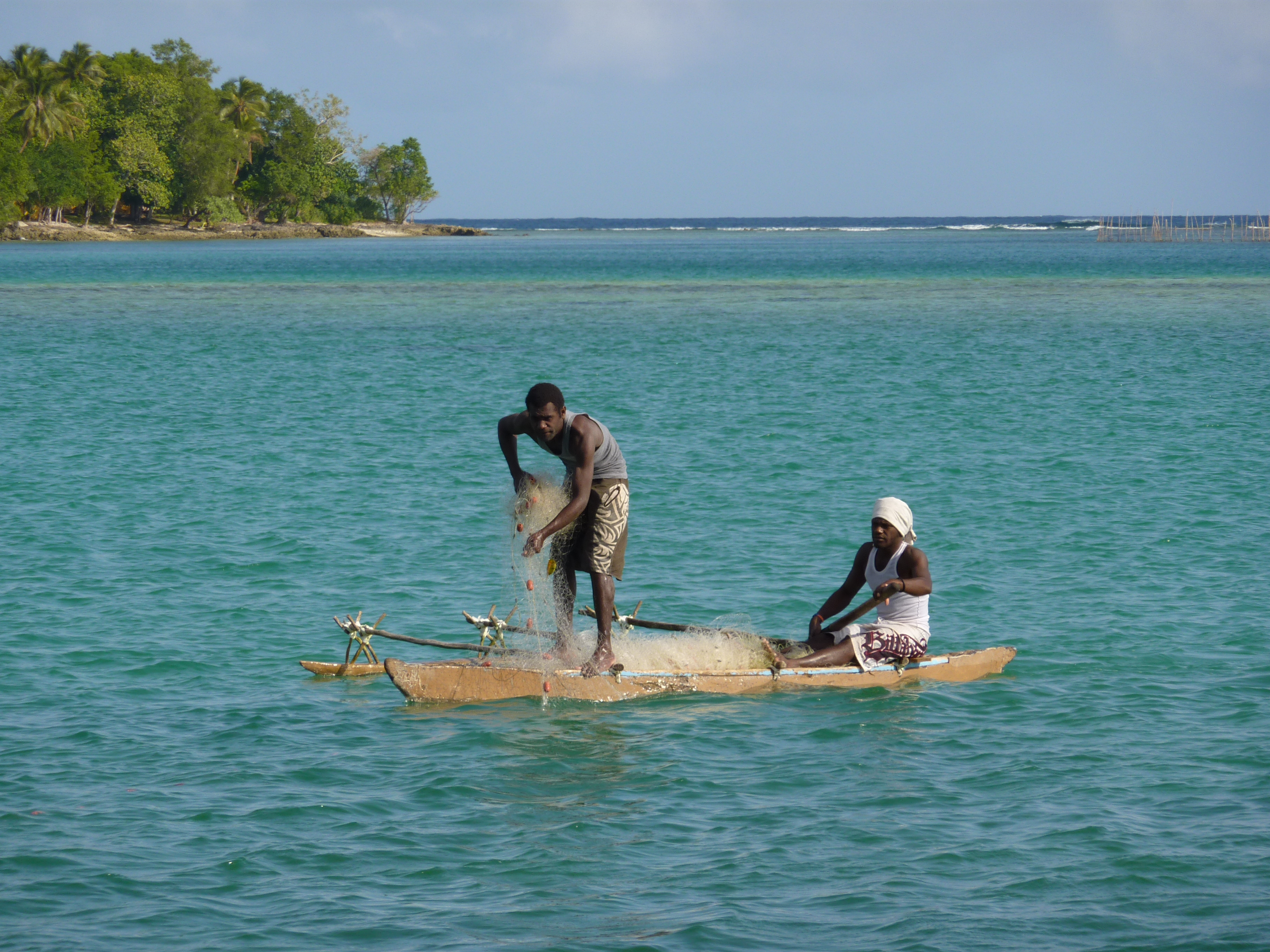
Lov ryb v Port Vila lagoon

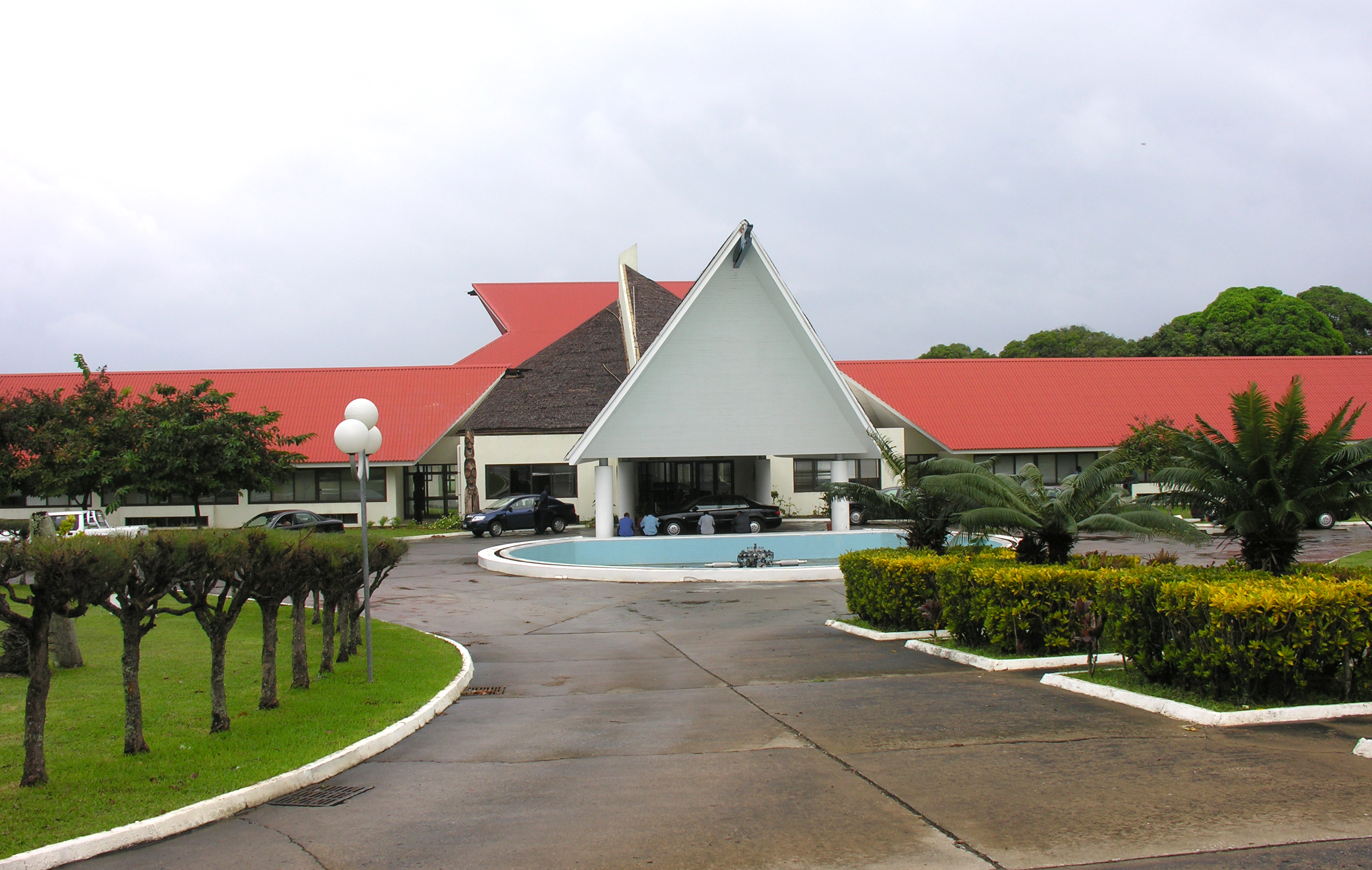
Budova parlamentu

## Hospodářství
Velký význam mají pro Vanuatu ložiska manganové rudy, která se vyváží do Japonska a Číny. Nacházejí se zde také ložiska rud železa a mědi. Větší význam má ale zemědělství. Hlavní plodinou je kokosová palma. Dále se pěstují banány, citrusy, cukrová třtina, chlebovník, jamy, kakao, káva, kukuřice, taro, vanilka a různé druhy zeleniny. Důležitý je také rybolov. Hlavním odvětvím průmyslu je potravinářský průmysl, zvláště pak zpracování ryb.

## Obyvatelstvo

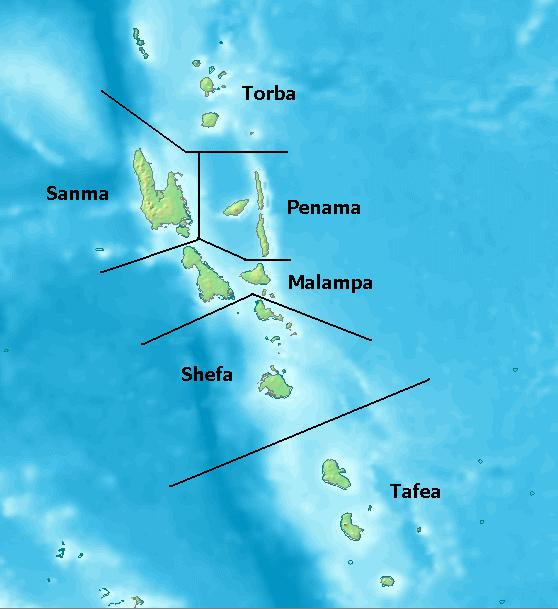
Vanuatské provincie

97 % obyvatel se hlásí k domorodým Vanuaťanům. Zbytek populace tvoří mix Evropanů, Asiatů a ostatních tichomořských ostrovanů. Na Vanuatu se stále mluví více než 140 domorodými jazyky. Negramotnost obyvatelstva je relativně vysoká – 22 %. Střední délka života mužů je 61 let, žen 64 let.

### Provincie
- Malampa
- Penama
- Sanma
- Shefa
- Tafea
- Torba